# Bajo de la Alumbrera
Bajo de la Alumbrera är ett gruvområde i Argentina.   Det ligger i provinsen Catamarca, i den norra delen av landet, 1 100 kilometer nordväst om huvudstaden Buenos Aires.
Omgivningarna runt Bajo de la Alumbrera är i huvudsak ett öppet busklandskap. Runt Bajo de la Alumbrera är det mycket glesbefolkat, med 4 invånare per kvadratkilometer.